# Exalted
Exalted är ett modernt fantasyrollspel inspirerat av anime, manga, asiatiska wuxiafilmer, de kinesiska och romerska kulturerna, författare som Michael Moorcock, samt tidiga mytologoiska berättelser och hjältehistorier som Iliaden. Exalted ges ut av rollspelsföretaget White Wolf Game Studios. Den första boken utgavs 2001. En andra utgåva med förbättrade regler och bättre struktur (men annars samma spel och värld) började släppas år 2005.
Exalted är episkt och storslaget, med rollkaraktärer som är gudarnas utvalda hjältar och ställföreträdande i skapelsen. Storskalighet, övermänskliga stordåd, melodrama, intriger, hjältar och antihjältar är typiska inslag. Reglerna är av samma system som i White Wolfs andra spel, som Vampire: The Masquerade.